# 本量利分析
本量利分析（英語：Cost–volume–profit analysis, CVP analysis)，爲管理經濟學的成本會計形式，是簡化過的模型，適用於產生基本指令和短期決策。

## 概述
本量利分析的關鍵部分是收支平衡点，即總收入等於總成本（包括固定及變動成本），公司在此點上不會盈利或虧損。收支平衡點可以作爲進行其它更深入的本量利分析前的初步檢驗。
本量利分析採納了與盈虧平衡分析相同的基本假設。本量利分析基於下列假設：
- 收入與成本性態在相關區間中呈線性。（此假設排除了採購及銷售的數量折扣概念。）
- 成本可準確分類爲固定或變動成本。
- 作業的改變爲影響成本的唯一因素。
- 生產產品全數售出（不存在期末製成品庫存）。
- 當公司銷售多種產品時，產品的組成（各種產品銷售佔總銷售的比率）將維持不變。

本量利分析的組成如下：
- 作業量或作業水準
- 單位售價
- 單位變動成本
- 總固定成本

## 假設
本量利分析假設：
- 銷售價格維持不變；
- 單位變動成本維持不變；
- 總固定成本維持不變；
- 銷售數等於生產數。

這些簡化並很大程度上線性化的假設通常都隱含於成本及利潤的初步探索中。在更高級的實務中，成本與利潤不是線性，然而線性本量利分析提供的直觀性仍然是基本並有用。
計算本量利一個主要的方法是利量率：（邊際貢獻／銷售額）╳100
- 邊際貢獻即銷售額減去變動成本

由此可得出每單位變動成本所產出的利潤。